# 베네수엘라 U-17 축구 국가대표팀
베네수엘라 U-17 축구 국가대표팀(스페인어: selección de fútbol sub-17 de Venezuela)은 베네수엘라를 대표하는 17세 이하의 축구 국가대표팀으로, 베네수엘라의 축구 관리 기관인 베네수엘라 축구 연맹의 관리를 받는다. FIFA U-17 월드컵에 2번 참가해 2023년에 16강에 진출했으며, CONMEBOL U-17 챔피언십에는 19번 참가해 2013년에 준우승을 기록했다.